# Сан-Хуан
Сан-Хуа́н (ісп. San Juan, англ. San Juan) — столиця та найбільше місто Пуерто-Рико, торговий, промисловий і культурний центр країни і однойменний муніципалітет. Головний морський порт країни.
Місто розміщене на північному березі головного та найбільшого острова Пуерто-Рико з групи Великих Антильських островів, що відділяють Карибське море від Мексиканської затоки і Атлантичного океану, і має 442 447 мешканців (2010), густота населення 1983,45 осіб на км².

## Назва
- Сан-Хуан (ісп. San Juan, «святий Іван») — сучасна назва.
- Пуе́рто-Ри́ко (ісп. Puerto Rico, «багатий порт») — стара назва.

## Історія
У 1508 році іспанський дослідник Хуан Понсе де Леон на захід від сучасного міста заснував поселення, яке він назвав Капарра (тепер Старе місто). Через рік це поселення покинули і було створене нове — Пуерто-Рико, що означає «багатий порт». У 1521 році поселення перенесли на скелястий острів біля входу до затоки і назву замінили на «Сан-Хуан» («Іван Хреститель»).
Каса-Бланка («Білий дім») був закладений в тому ж році і належав родині Понсе де Леона до кінця XVIII століття. 1533 року іспанці почали будівництво потужних укріплень. Ла-Форталеза, побудована поблизу Каса-Бланки, була першою з нових захисних споруд (зараз тут знаходиться вілла губернатора). Фортеця Сан-Феліпе-дель-Морро була побудована у 1533—1540 роках. У XVI столітті Сан-Хуан був перетворений на бастіон, де знаходили притулок галеони, що перевозили золото до Європи.
На початку XVI століття Сан-Хуан був відправною точкою для іспанських експедицій в невідомі частини Нового Світу. Укріплення Сан-Хуана відбили атаки Френсіса Дрейка 1595 року, але Джордж Кліффорд ненадовго захопив Сан-Хуан 1598 року, а голландські війська взяли місто 1625 року з боку суші. Сан-Кристобаль, найбільший іспанський форт у Новому Світі, був побудований на північному сході міста. Бастіони, які сьогодні існують, були переважно зведені у період 1765—1783 років. У травні 1898, під час Іспансько-американської війни, гармати Сан-Крістобаля обстрілювали флот США, який бомбардував місто. У тому ж році острів Пуерто-Рико став територією США відповідно до положень Паризької мирної угоди.

## Демографія
Динаміка чисельності населення
:

## Географія

### Клімат
Клімат Сан-Хуана — тропічний мусонний, середня температура повітря 27,2 °С, хоча в середньому 79 днів на рік фіксується температура 32 °C і вище, найчастіше це відбувається в літні, більш вологі місяці, особливо при південному вітрі. Найнижча температура (16 °C) була зареєстрована 3 березня 1957 року, і найвища (37 °C) — 9 жовтня 1981 року.
| Клімат Сан-Хуана              | Клімат Сан-Хуана | Клімат Сан-Хуана | Клімат Сан-Хуана | Клімат Сан-Хуана | Клімат Сан-Хуана | Клімат Сан-Хуана | Клімат Сан-Хуана | Клімат Сан-Хуана | Клімат Сан-Хуана | Клімат Сан-Хуана | Клімат Сан-Хуана | Клімат Сан-Хуана | Клімат Сан-Хуана |
| Показник                      | Січ.             | Лют.             | Бер.             | Квіт.            | Трав.            | Черв.            | Лип.             | Серп.            | Вер.             | Жовт.            | Лист.            | Груд.            | Рік              |
| Абсолютний максимум, °C       | 33               | 36               | 36               | 36               | 36               | 36               | 35               | 36               | 36               | 37               | 36               | 34               | 37               |
| Середній максимум, °C         | 28,4             | 28,7             | 29,4             | 30,1             | 30,8             | 31,6             | 31,5             | 31,8             | 31,8             | 31,3             | 29,9             | 28,8             | 30,3             |
| Середня температура, °C       | 25,3             | 25,5             | 26,1             | 26,8             | 27,7             | 28,5             | 28,6             | 28,7             | 28,6             | 28,1             | 27               | 25,9             | 27,23            |
| Середній мінімум, °C          | 22,2             | 22,2             | 22,7             | 23,6             | 24,6             | 25,4             | 25,6             | 25,7             | 25,4             | 24,9             | 24               | 23               | 24,1             |
| Абсолютний мінімум, °C        | 16               | 17               | 16               | 18               | 19               | 19               | 21               | 20               | 21               | 19               | 18               | 17               | 16               |
| Норма опадів, мм              | 95.5             | 60.7             | 49.5             | 118.9            | 149.9            | 112              | 128.8            | 138.7            | 146.6            | 142              | 161.3            | 127.5            | 1431.3           |
| Вологість повітря, %          | 74               | 72.4             | 71               | 71.3             | 74.9             | 75.5             | 75.9             | 76.4             | 76.4             | 76.9             | 76.2             | 74.7             | 74.6             |
| ----------------------------- | ---------------- | ---------------- | ---------------- | ---------------- | ---------------- | ---------------- | ---------------- | ---------------- | ---------------- | ---------------- | ---------------- | ---------------- | ---------------- |
| Джерело: Weather ForecastNOAA |                  |                  |                  |                  |                  |                  |                  |                  |                  |                  |                  |                  |                  |

## Релігія
- Центр Сан-Хуанської архідіоцезії Католицької церкви.

## Пам'ятки
- Сан-Хуанський собор

## Уродженці
- Пабло де ла Торрієнте (1901—1936) — іспанський письменник та відомий кубинський журналіст
- Хосе Феррер (1912—1992) — американський актор
- Луїс Фортуньо (* 1960) — пуерто-риканський політик. Губернатор Пуерто-Рико з 2009 по 2013 рр.

## Галерея

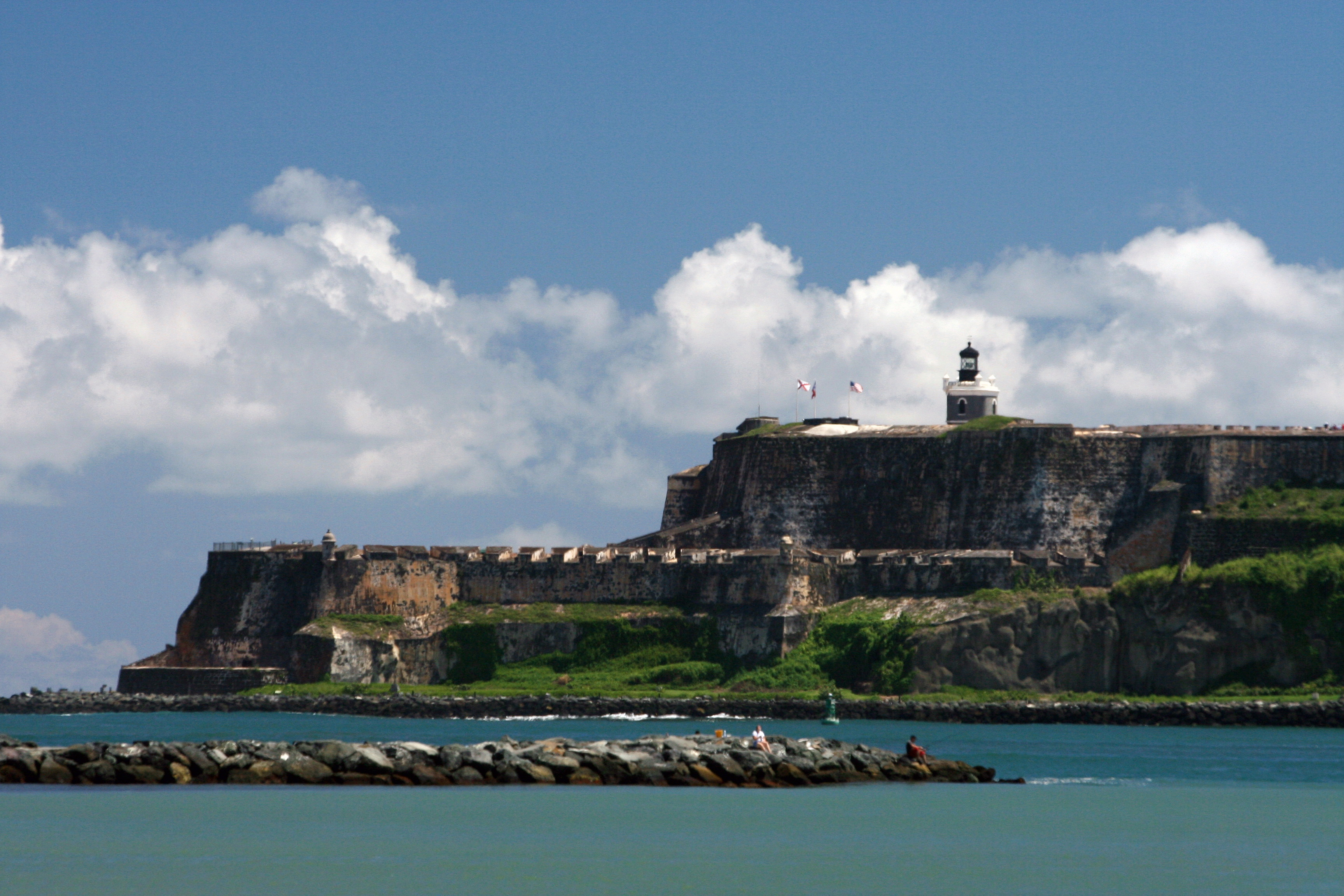
Фортеця Сан-Феліпе-дель-Морро (1533-1540, інженер Д. де Арройо, 1591-1600, інженер Б. Антонельї, закінчена у 1783 році)
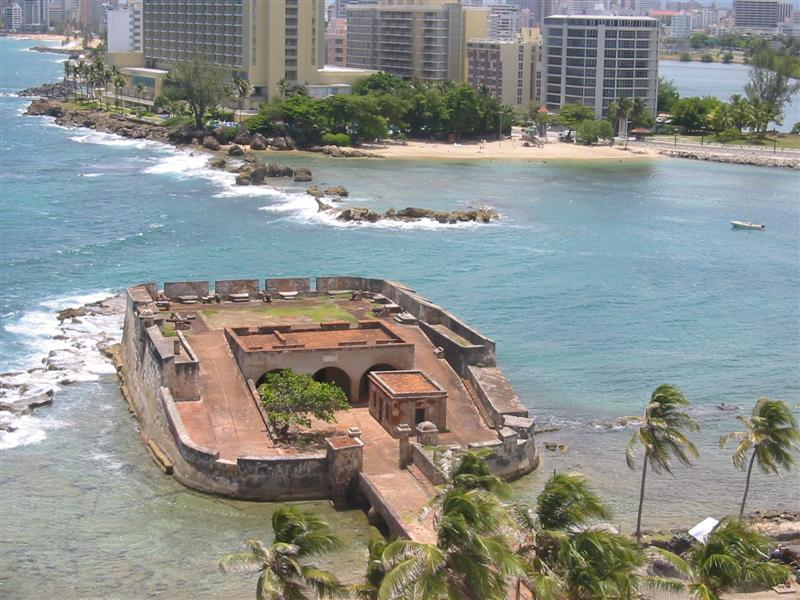
Фортеця Сан-Херонимо де Бокерон (16-17 століття)
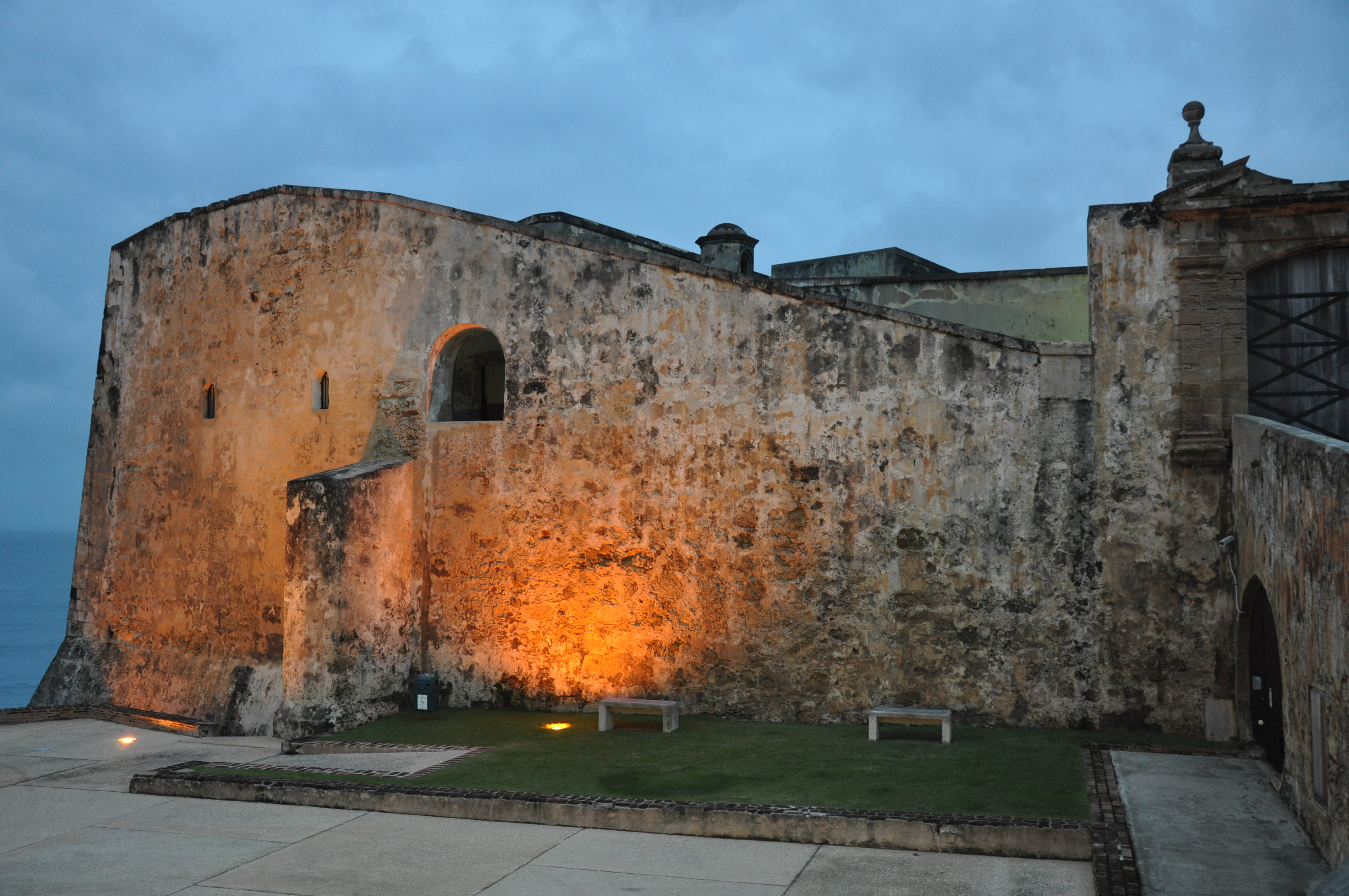
Фортеця Сан-Кристобаль

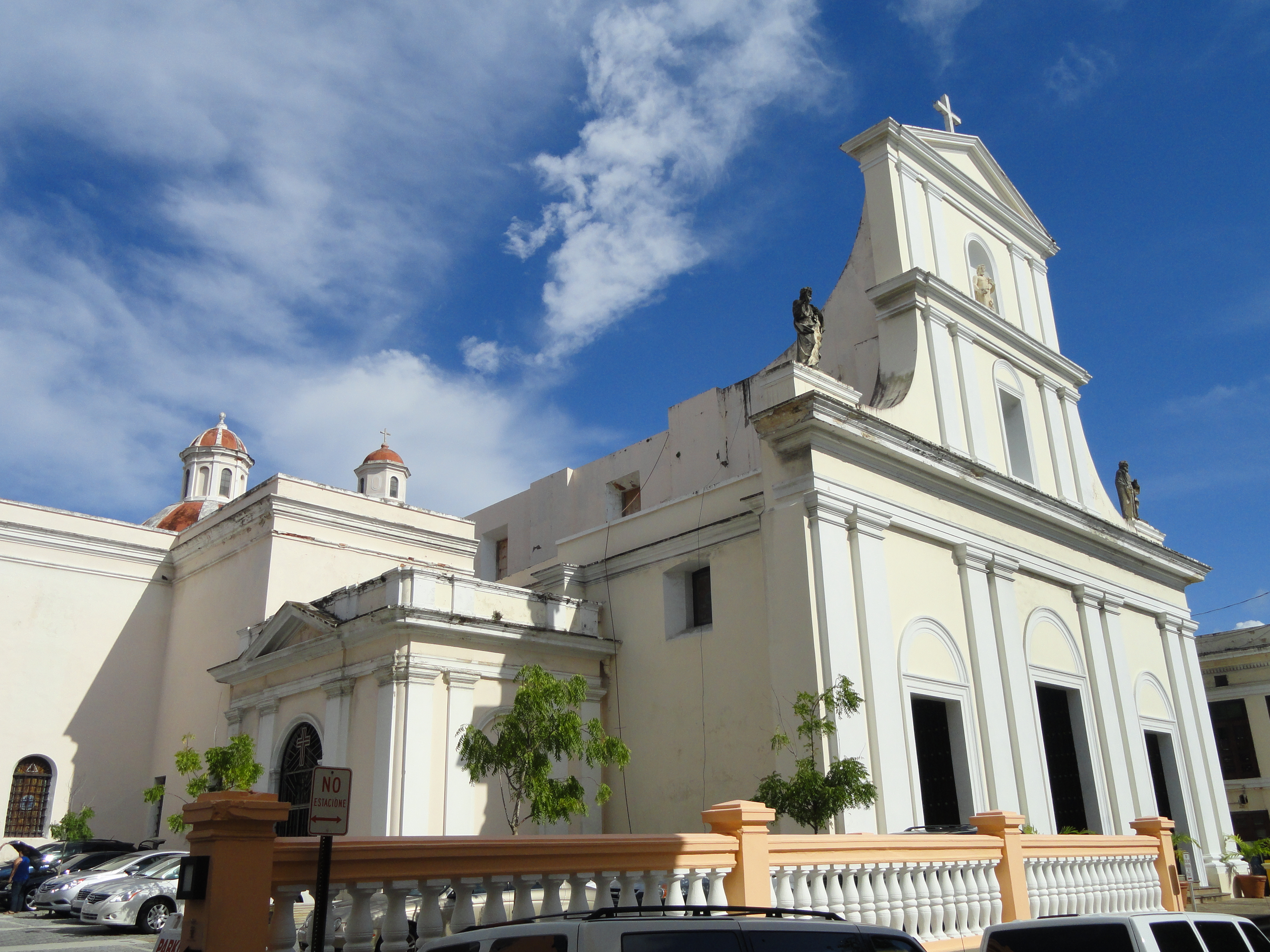
Сан-Хуанський собор
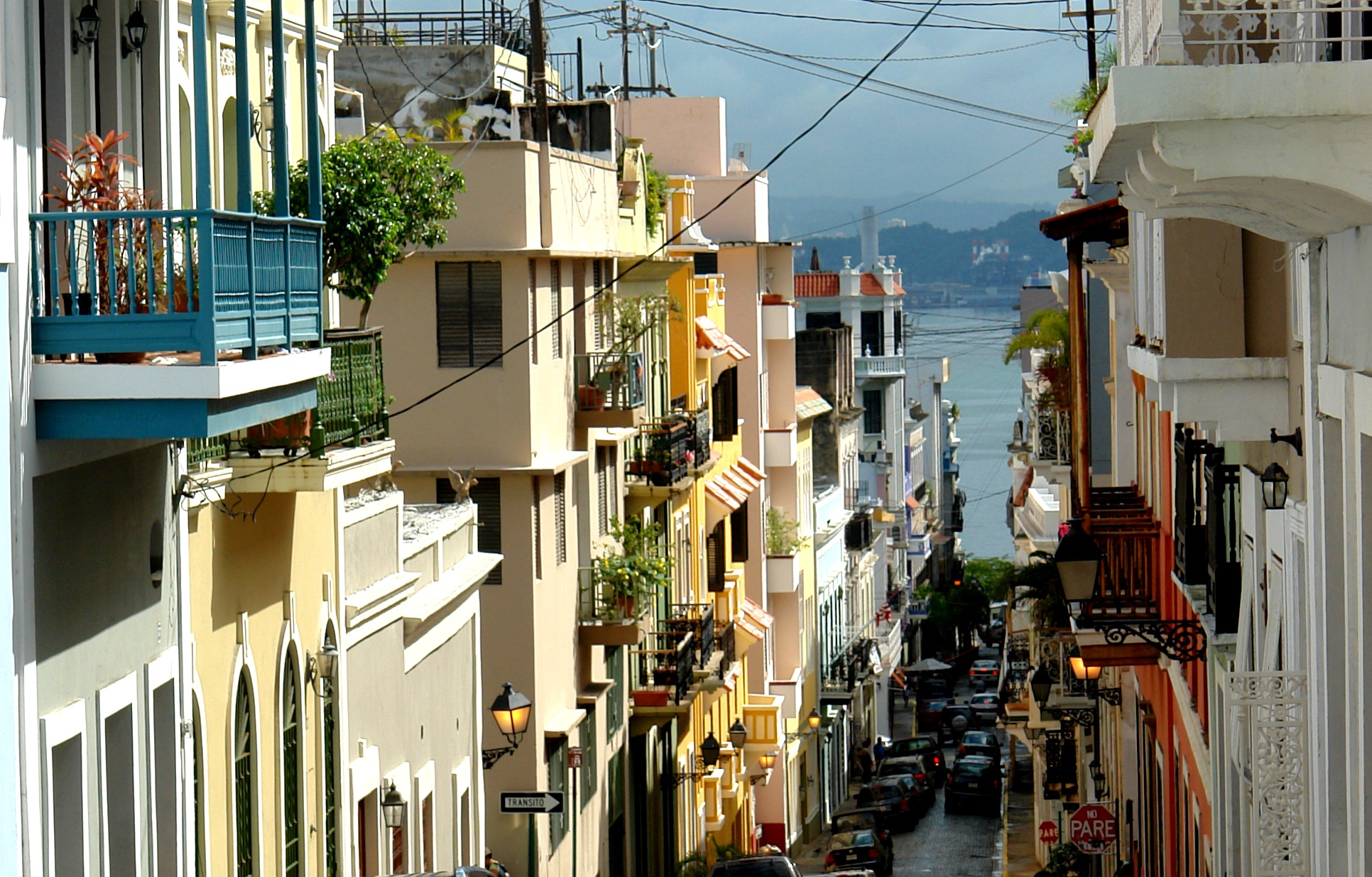
Старий Сан-Хуан
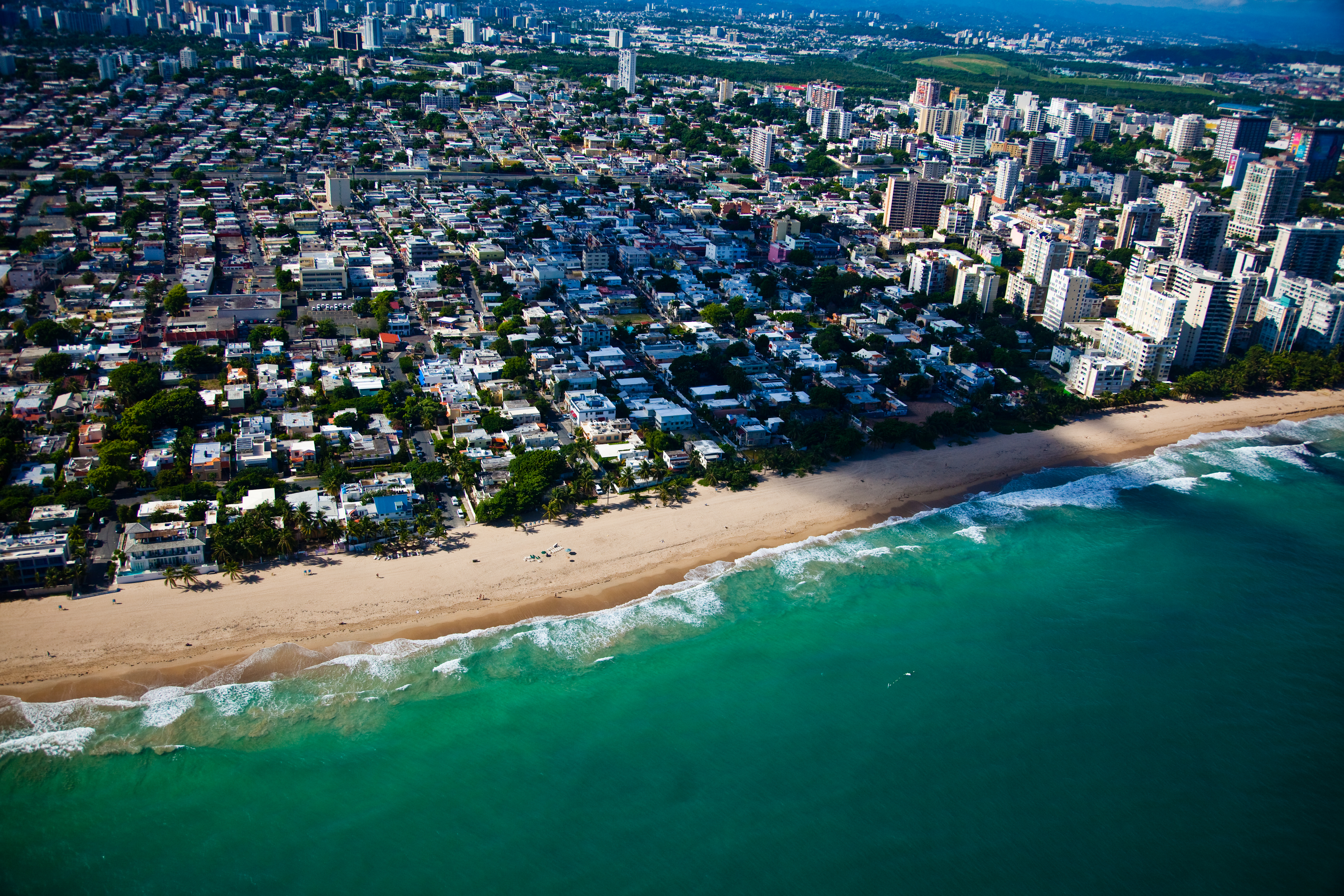
Сан-Хуан з повітря
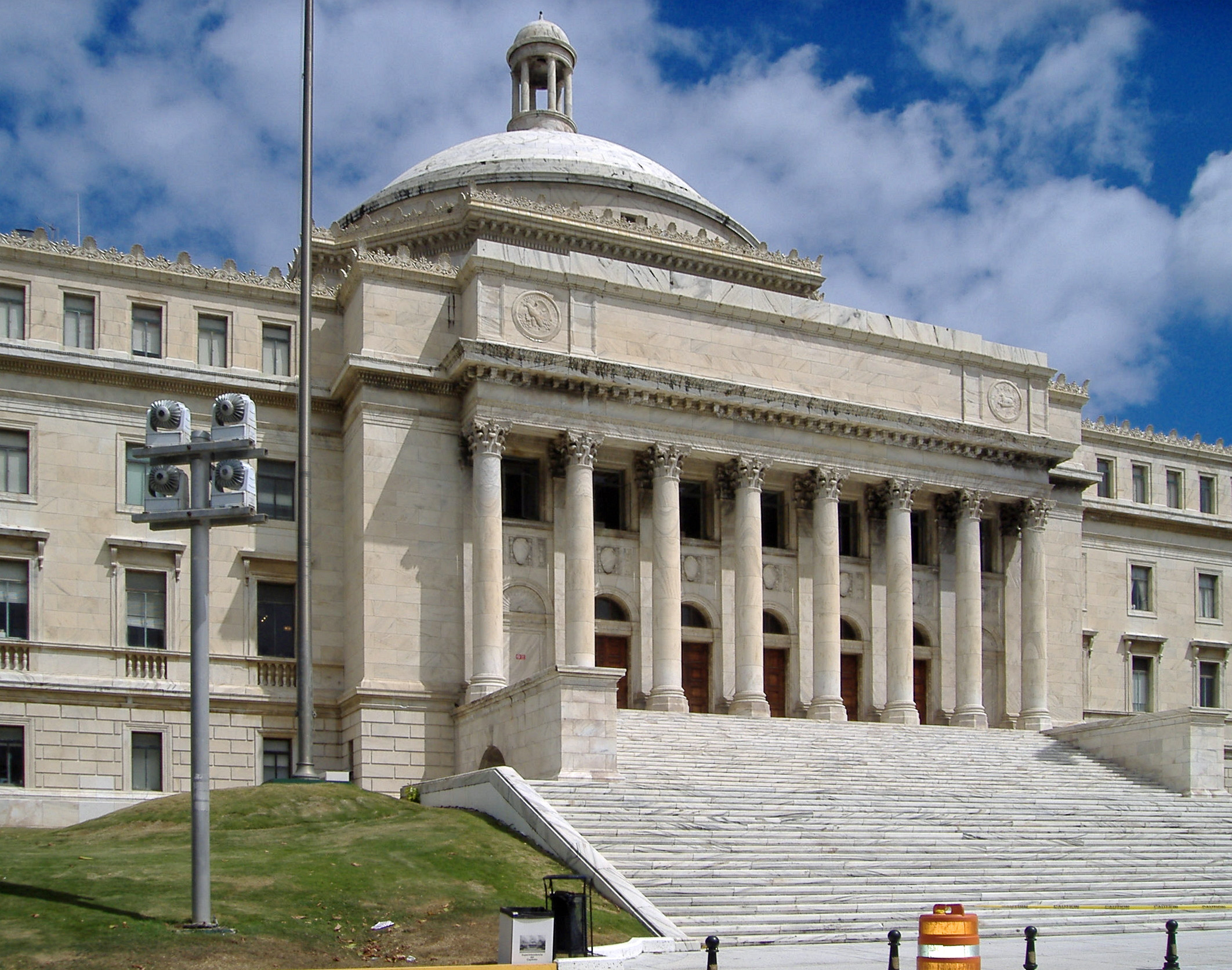
Капітолій Пуерто-Рико
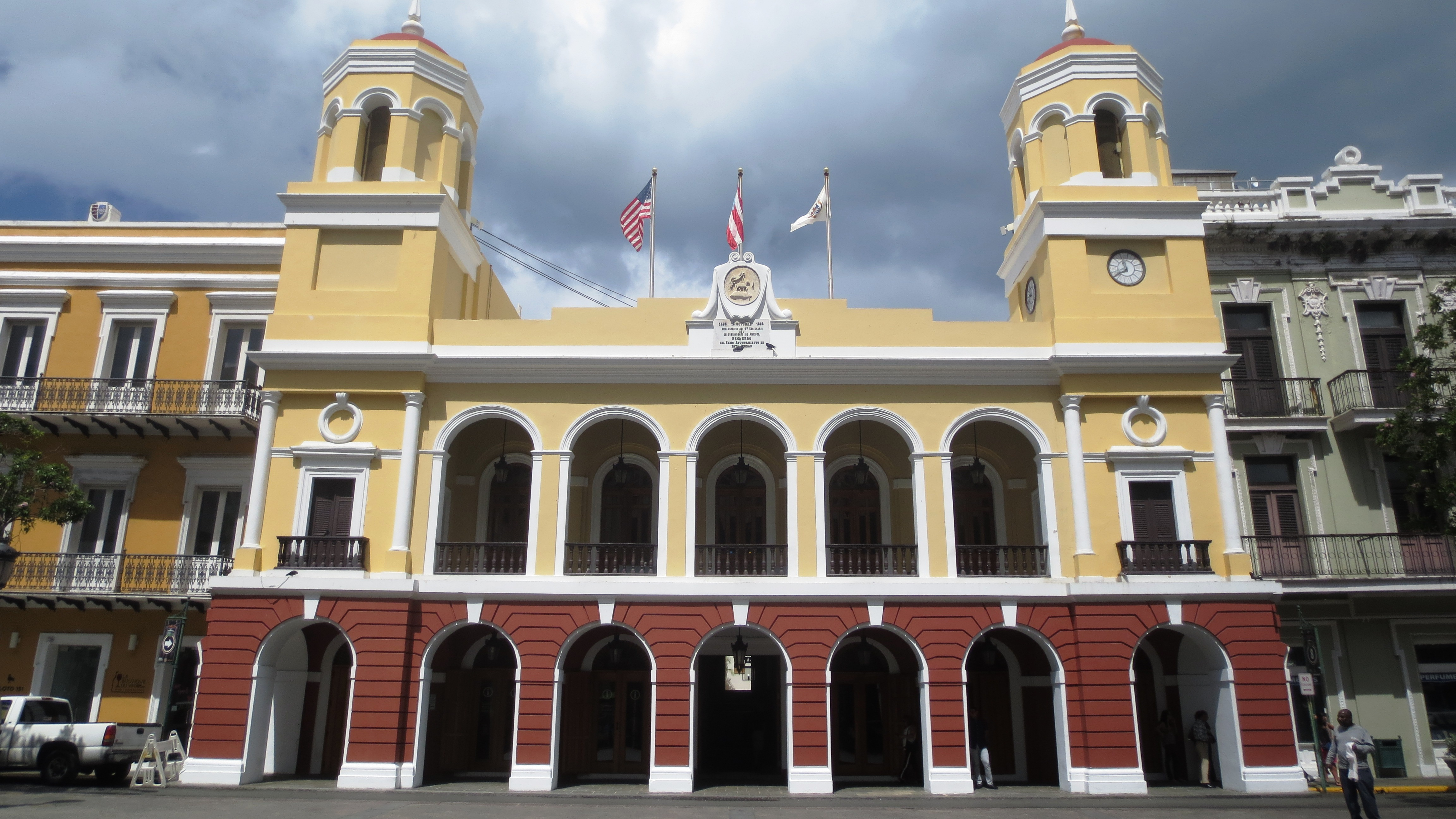
Мерія